# Spitzschopftaube
Die Spitzschopftaube (Ocyphaps lophotes), auch Australische Schopftaube oder kurz Schopftaube genannt, ist eine in Australien beheimatete Taubenart. Es werden zwei Unterarten unterschieden, O. l. whitlocki (Mathews, 1912) und O. l. lophotes (Temminck, 1822).

## Erscheinung
Die Spitzschopftaube erreicht eine Größe von 31 bis 36 Zentimeter und wiegt 150 bis 250 Gramm. Das augenfälligste Merkmal ist der aufrichtbare grau-schwarze Federschopf, der für die Art namengebend ist. Hinterkopf, Hals, Nacken und Bürzel sind größtenteils von bräunlich grauer Farbe, die an den Seiten des Halses in ein blasses Rosa übergeht. Der Kopf und die Vorderseite des Halses sind hellgrau. Die Oberschwanzdecken sind schwarzbraun, schwach grün und purpur schillernd, mit fast weißen Spitzen. Die Armschwingen sind grau mit deutlicher, schwarzer und blassrosa bis gelbbrauner Zeichnung. Die meisten größeren und die inneren Armschwingen schillern grün, bronze oder rosa und enden in weißen Spitzen. An der Unterseite herrscht ein helles Grau vor, Blassrosa an den Seiten der Brust und den Flanken. Der Schnabel ist grau-schwarz, Beine und Füße sind rosarot. Die Augen sind von einem breiten, roten Ring umgeben. Die Geschlechter sehen sich sehr ähnlich und sind äußerlich kaum zu unterscheiden.
Die Unterart O. l. whitlocki ist etwas kleiner als O. l. lophotes und die weißen Spitzen ihrer Schwanzfedern sind etwas schmaler.

## Flug
Bei fliegenden Schopftauben wechseln sich kurzzeitig schnelle Flügelschläge mit ausgedehnten Gleitphasen ab. Während der Phase der schnellen Flügelschläge wird ein pfeifendes Geräusch als Instrumentallaut erzeugt. Es entsteht auf Grund der ungewöhnlich schmalen Form der dritten Schwungfedern. Dieses Geräusch während des schnellen Flügelschlagens warnt Artgenossen vor Gefahren. Während des Fluges wird der Schopf angelegt. Landende Schopftauben richten im Moment des Boden- oder Astkontakts den Schwanz steif auf.

## Verbreitung

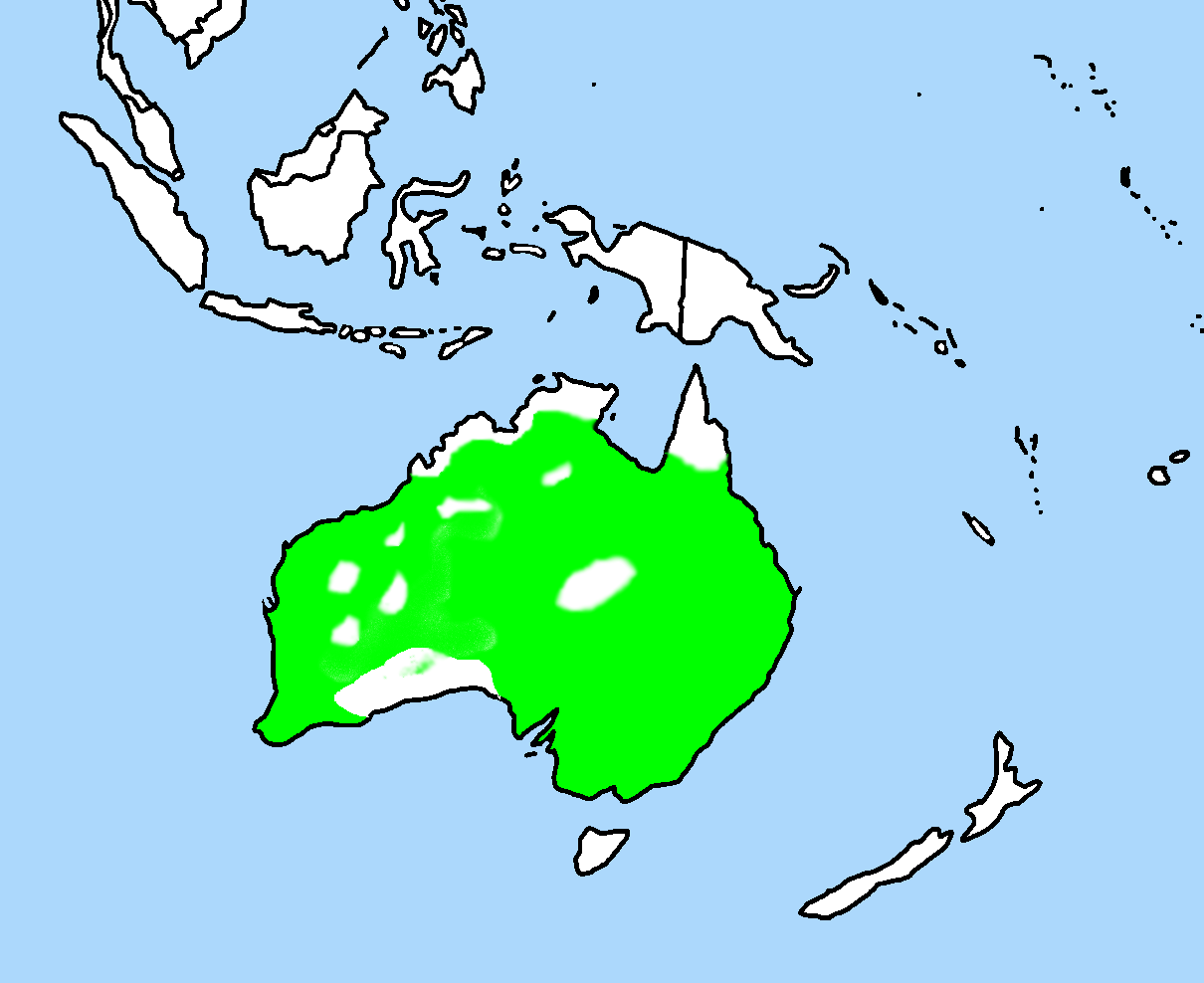
Verbreitung der Spitzschopftaube

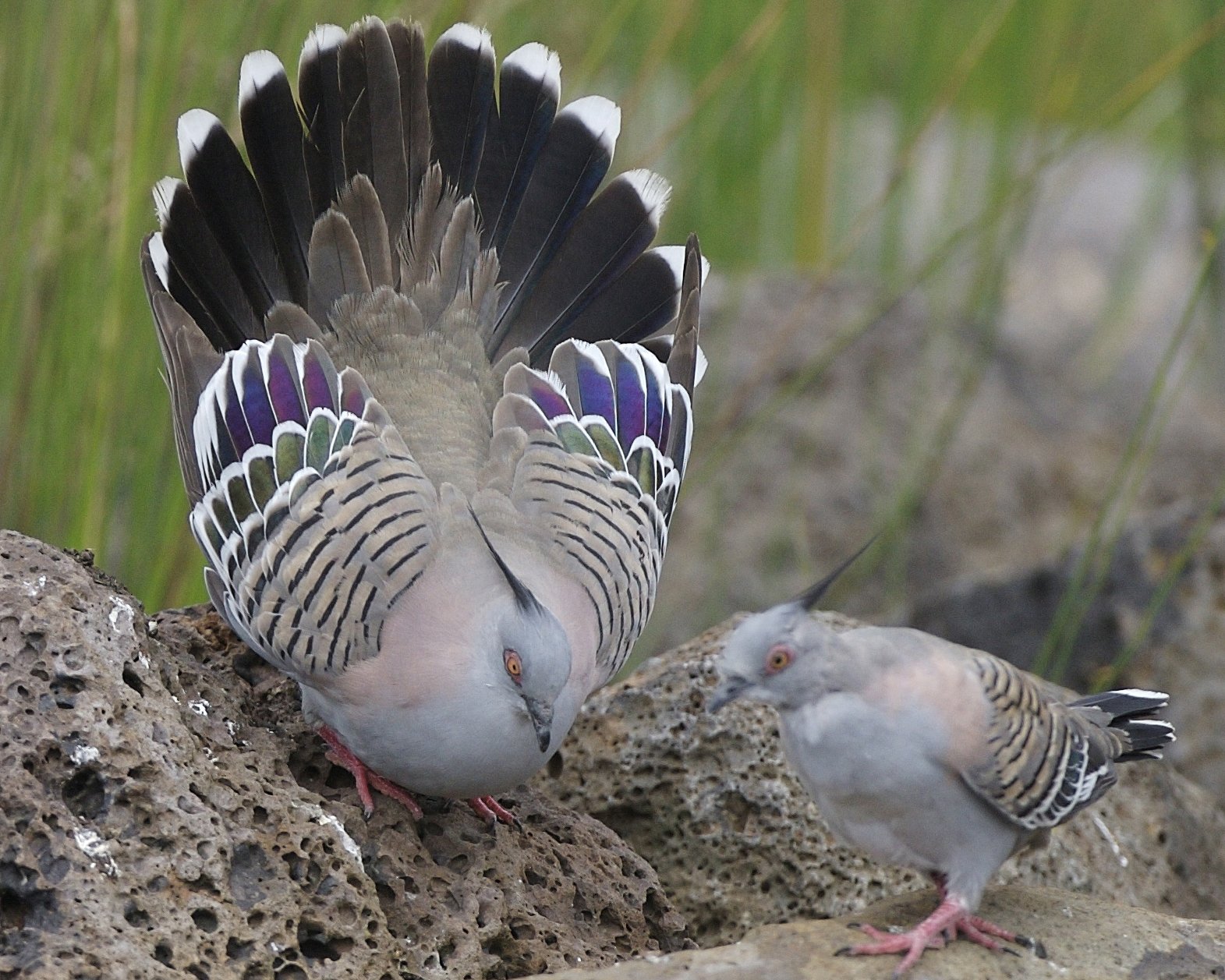
Ein Männchen balzt um ein Weibchen

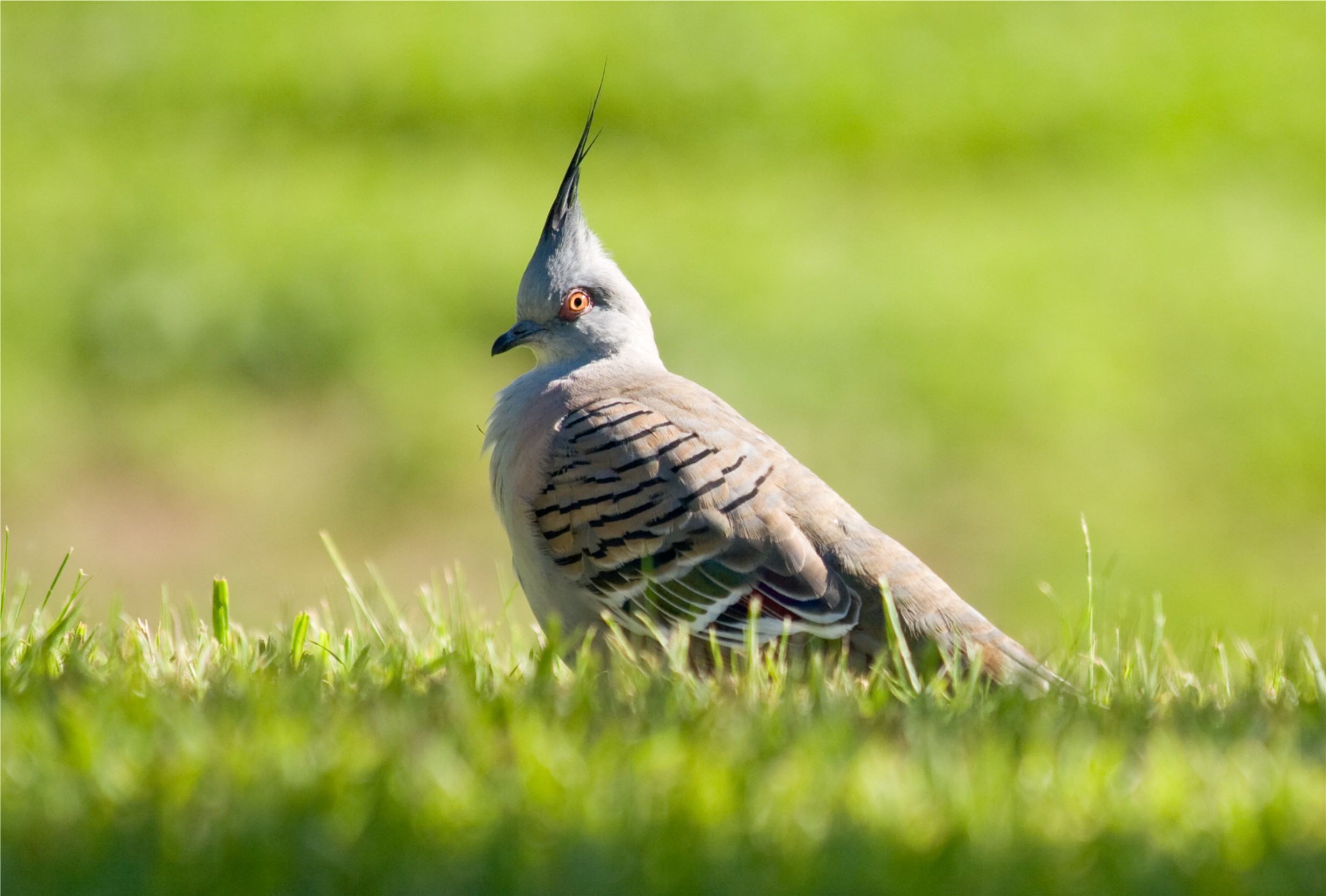
Spitzschopftaube

Ursprünglich beschränkte sich das Verbreitungsgebiet der Spitzschopftaube auf dünn bewaldete Gebiete in den trockenen und halbtrockenen Gebieten Australiens. Durch menschliche Aktivitäten, wie das Ausdünnen dichter Küstenwälder und die Schaffung einer beständigen Wasserversorgung für landwirtschaftliche Zwecke, konnte sich die Art über nahezu den gesamten Kontinent ausbreiten und fehlt lediglich in den trockensten und baumlosen Wüsten sowie in besonders dichten Wäldern.

## Verhalten
Gut 90 % der aufgenommenen Nahrungsmenge machen Samen und Blätter aus, Insekten und kleine Wirbellose werden nur in geringen Mengen gefressen. Die Nahrungsaufnahme erfolgt meist auf dem Boden in Gruppen von fünf bis sechs Tieren. Größere Schwärme sind selten.

## Fortpflanzung
Spitzschopftauben nisten das ganze Jahr über, zwischen April und Juli beginnen allerdings nur wenige Paare eine neue Brut. Die Balz besteht überwiegend aus einem hastigen Verbeugungsritual. Das Männchen fächert dabei den Schwanz weit auf und spreizt die Flügel seitlich ab. Dabei lässt das Männchen wuu-Rufe hören.
Ein Paar kann innerhalb eines Jahres fünf bis sechs Gelege erbrüten. Das Nest ist nur eine einfache, flache Plattform aus Zweigen. Es befindet sich üblicherweise in höchstens 5 Metern Höhe in einem Busch oder einem dichten Baum. Ein Gelege enthält zwei glänzende, weiße Eier, die 18–20 Tage bebrütet werden. Etwa 2 Wochen nach dem Schlupf sind die Jungen voll befiedert. Ihr Aussehen entspricht zu diesem Zeitpunkt bereits weitgehend dem der Eltern, lediglich die Federn des Schopfes sind noch nicht so stark zugespitzt, und die Jungtiere wirken insgesamt etwas dunkler.

## Haltung in menschlicher Obhut
Spitzschopftauben werden verhältnismäßig häufig in Volieren gehalten. Die geschlechtsreifen Männchen gelten jedoch als aggressiv, so dass die Zusammenstellung eines passenden Paares als schwierig gilt. Sie benötigen eine große Voliere mit viel Sonneneinstrahlung und können mit anderen Taubenvögeln nicht vergesellschaftet werden. Am Max-Planck-Institut für Verhaltensphysiologie in Seewiesen sind Spitzschopftauben bereits während des Sommers erfolgreich in einer Freiflughaltung gepflegt worden. Allerdings musste das Experiment letztlich beendet werden, da die dort zahlreich vorkommenden Waldkäuze die Schopftauben erfolgreich schlugen. Da die Schopftauben kälteempfindlich sind, müssen sie allerdings in einem frostfreien Raum überwintert werden.

## Belege